# Флавій Анфемій
Флавій Анфемій (*Flavius Anthemius, д/н — 415) — політичний та військовий діяч Східної Римської імперії, регент у 408–414 роках.

## Життєпис
Онук Флавія Філіпа, консула 348 року. Син Сімпліція. Про молоді роки немає відомостей. У 400 році сприяв посиленню влади імператора Аркадія, стає комітом священних щедрот. У 402 році призначається на посаду магістра офіцій. У 405 році отримує посаду консула (разом з Стіліхоном) та префектом преторія Сходу.
У 406 році отримує посаду патрикія — найвищого військового чиновника. Того ж року виступив проти короля готів Аларіха I, що діяв в Ілліріку та Греції. Водночас вступив у конфлікт з Стіліхоном за контроль над префектурою Іллірік. Того ж року придушив повстання ісаврів у Малій Азії. Потім ініціював низку законів проти юдеїв, єретиків та поган.
У 408 році, після смерті імператора Аркадія, призначається регентом при малолітньому Феодосії II. Анфемій ініціював укладання миру з Персією та встановив гарні стосунки з імператором Гонорієм, який перед тим сприяв страті Стіліхона. У 409 році рушив проти гуннів на чолі із каганом Улдіном, що атакували Мізію та Малу Скіфію. В цій кампанії Анфемій здобув перемогу. Водночас розпочав зведення стіни навколо Константинополя для його захисту (так званні Феодосієві стіни). Ця праця завершена у 413 році.
За ініціативи Анфемія було створено флот, який займався доправленням зерна з Єгипту. Цим забезпечив нормальне постачання хліба до столиці. Помер у 415 році в Константинополі.

## Родина
- Флавій Анфемій Ісідор, консул 436 року
- Луцина Антемія, дружина Прокопія, сина узурпатора Прокопія.